# Dmitrij Nikolajevič Seňavin
Dmitrij Nikolajevič Seňavin (rusky Дмитрий Николаевич Сенявин; 6. srpnajul./ 17. srpna 1763greg. – 5. dubnajul./ 17. dubna 1831greg.) byl ruský admirál a jeden z nejlepších námořních velitelů napoleonských válek.

## Začátek kariéry
Narodil se v Borovsku do rodiny námořních kapitánů, kde všichni sloužili v carském námořnictvu. V roce 1780 se Seňavin zúčastnil Lisabonské expedice. V roce 1783 se připojil k nově vzniklé Černomořské flotile a pomáhal vybudovat námořní základnu v Sevastopolu.
Během rusko-turecké války bojoval jako velitel lodi Navarchia v bitvě u Očakova, Fidonisi a proslavil se hlavně u Kalaktrie (1791). Neměl příliš dobré vztahy se svým nadřízeným, admirálem Ušakovem, a neuznával jeho autoritu. To vedlo k Seňavinovu uvěznění a Ušakov mu hrozil degradováním. Nakonec došlo na Potěmkinův zásah k jejich usmíření. Tehdy Ušakov poznamenal ve svém deníku, že Seňavin by mohl být nejlepším admirálem, jakého kdy Rusko mělo.

## Napoleonské války
Během Ušakovovy středomořské expedice v letech (1798-1800) Seňavin velel vlajkové lodi Svatý Petr mající 72 děl. Zaútočil na francouzskou pevnost svatého Maura v Lefkadě a účastnil se dobývání ostrova Korfu. Po skončení expedice dostal na starost přístavy Cherson a Sevastopol. V roce 1805 dosáhl povýšení na viceadmirála. Téhož roku byl vyslán do Řecka, aby zabránil jeho dobytí vojsky francouzského císaře Napoleona. Provádí sérii útočných operací v Jaderském moři, hlavně v Dalmácii a Černé Hoře. Černohorci s jeho podporou dobyli v březnu pevnost Bocca di Cuttaree a na začátku června donutil Francouze vyklidit Breno, ale pokus dobýt Ragusu byl neúspěšný.

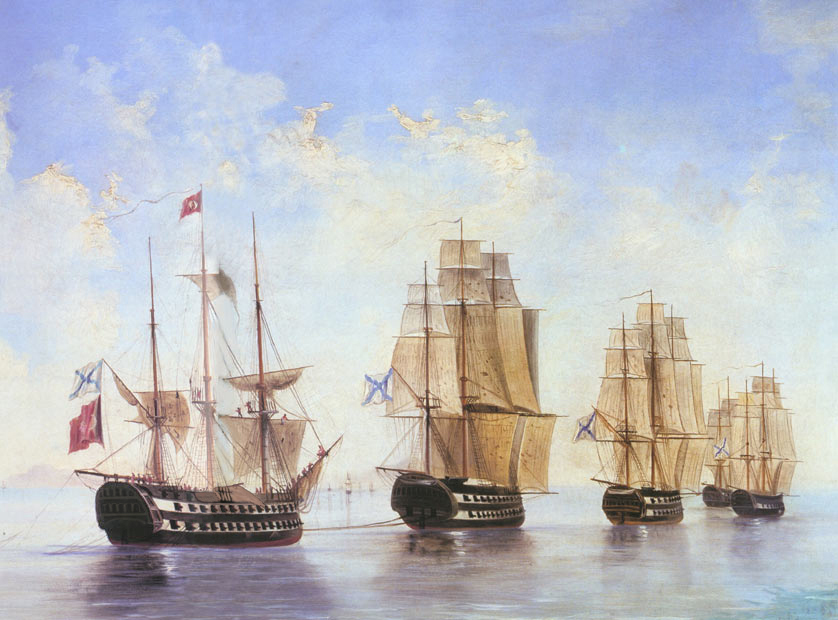
Seňavinovy lodě po bitvě u ostrova Athos

V roce 1806 Osmanská říše, jako spojenec Francie, vyhlásila Rusku válku, přičemž některé ruské síly měly ochraňovat ostrov Korfu. 10. května 1807 porazil Seňavin silnější Osmanskou flotilu u Dardanel a 19. června u ostrova Athos. To nakonec vedlo k tomu, že získal kontrolu nad Egejským mořem. Výsledkem bylo příměří uzavřené 24. srpna 1807 mezi Ruskem a Osmanskou říší.
7. července byl uzavřen Tylžský mír mezi Ruskem a Francií. Seňavin se musel vrátit domů, ale jeho lodě po vyhlášení anglo-ruské války byly zablokovány v Lisabonu britským loďstvem, které se ho snažilo donutit ke kapitulaci.
V srpnu 1808 se Seňavinovi povedlo obratnou diplomacií dojednat podpis smlouvy s velitelem britské eskadry Charlesem Cottonem, podle níž Seňavin odplul v doprovodu královské flotily do Londýna, přičemž této společné flotile měl velet Seňavin. Od září 1808 do srpna 1809. byl zadržován v Portsmouthu, pak dostal povolení k odplutí. V září téhož roku přistál v Rize. Po návratu domů upadl v carovu nemilost. V roce 1811 byl dosazen na post velitele přístavu Revel. Během Napoleonovy invaze do Ruska v roce 1812 mu byla zamítnuta žádost o přidělení k bojujícím jednotkám. V dubnu 1813 byl uvolněn ze služby.

## Znovu ve službě
Do služby se vrátil v roce 1825 v souvislosti s hrozbou další války s Osmanskou říší. Byl tehdy jmenován v hodnosti generál-adjutanta velitelem Baltské flotily. V roce 1826 byl povýšen na admirála. Ve stejném roce byl zvolen čestným členem petrohradské akademie věd. V roce 1830 byl již vážně nemocný a 17. dubna 1831 umírá. Pohřben je v klášteře Alexandra Něvského v Petrohradu.